# Scytothamnales
Scytothamnales es un orden del filo Phaeophyta (algas pardas). Está compuesto de tres géneros.